# محمد مجدي باشا
السيّد محمد مجدي باشا بن محمد بن صالح (22 أكتوبر 1858 - 23 أغسطس 1920) عالِم حقوقي مصري. ولد في القاهرة لعائلة هاشمية، ونشأ وتعلم بها وأكمل دراسته في فرنسا. تقلب في المناصب القضائية إلى أن كان مستشارا لمحكمة الاستئناف الأهلية بمصر. كان عضوًا في عدة مجاميع في مصر وفرنسا، وله رسالات حقوقية كثيرة ومؤلفات بالعربية والفرنسية، وديوان أشعار لم يجمع. حصل على عدة نيشانات عثمانية. توفي في القاهرة عن 61 عامًا.

## سيرته
هو محمد مجدي باشا بن محمد بن صالح بن أحمد بن محمد بن علي بن أحمد الشريف مجد الدين المكي الأصل. ولد لعائلة شريفة يوم 15 ربيع الأول سنة 1275/ 22 أكتوبر 1858 في القاهرة ونشأ بها. علّمه والده مبادئ اللغة العربية والإنجليزية والفرنسية، وأتم علومه بالمدارس. ثم سافر إلى فرنسا في بعثة حكومية لدارسة الحقوق سنة 1870، وبعد تخرّجه وعودته عيّن مساعدًا للنائب العمومي، ثم صار يترقى في مناصب القضاء إلى أن عيّن مستشارًا في محكمة الاستئناف الأهلية.

كان عضوًا في المجمع العلوم النفسية في باريس، والجمعية الجغرافية والمجمع العلمي المصري. وكان لديه مكتبة كبيرة غنية بالمؤلفات والمخطوطات علاوة على مجموعات أثرية للفنون المصرية والعربية. 

توفي ليلة سنة 8 ذو الحجة 1338/ 23 أغسطس 1920 بالقاهرة.

## جوائزه
- 1912: الرتبة الميرميران/باشا.[2]
- 1915: النيشان المجيدي الثالث.[2]
- 21 ديسمبر 1916: وسام النيل الثالث.[2]
- 24 مارس 1918: الرتبة الباشوية المصرية.[2]
- 1 أكتوبر 1919: وسام النيل الثاني.[2]

## آثاره
من مؤلفاته:
- «الرهن العقاري في القوانين الفرنسية والرومانية»
- «الفكرة المجدية في الحقيقة الوجودية»
- «القول الفصل في نفي العقوبة بالقتل»
- «لؤلؤة تاج الملوك»، رسالة
- «رسالة في الشريعة الرومانية»
- «ثمانية عشر يومًا بعصيد مصر»، رحلة
- «بهجة الأطفال في أصول الدين وقواعد الإسلام»
- «قول المجد في نور أهل العهد»
- «مجد العدل»
- «هل عبد العرب وقدماء المصريين آلهة واحدة»، رسالة بالفرنسية
- «19 عالمة مسلمة في القرن الثامن للهجرة»
- «رسالة في التوحيد»
- «رسالة في النور»
- «رسالة في الهيئة الوجودية والموجود»
- «تعدد الزوجات في الإسلام»، بالفرنسية